# Рок Гадсон
Рок Гадсон (англ. Rock Hudson, справжнє ім'я Рой Гарольд Шерер-молодший (англ. Roy Harold Scherer, Jr.); 17 листопада 1925, Віннетка, США — 2 жовтня 1985, Беверлі-Гіллз, США) — американський актор кіно і телебачення, відомий передусім завдяки ролям у мелодрамах Дугласа Сірка і в серії фільмів, де його партнеркою виступала Доріс Дей.

## Біографія

### Юні роки
Рой Гарольд Шерер-молодший народився 17 листопада 1925 у селі Віннетка, штат Іллінойс. Він був єдиною дитиною у родині. Батько покинув сім'ю під час Великої депресії. Мати майбутнього актора знову вийшла заміж, а вітчим усиновив його. Під час Другої світової війни Рок Гадсон служив на флоті, був авіамеханіком.
Після війни Рой намагався вчитися, однак залишив навчання у зв'язку з поганою успішністю. Ще у віці восьми років хлопчик побачив фільм із Джекі Купером та вирішив стати кінозіркою, щоб купити собі новий велосипед. Мрії про кіно не залишали його й у зріломішу віці. Працюючи водієм вантажівки, листоношею, він намагався стати актором, але лише 1948 року отримав невелику роль у фільмі «Fighter Squadron» («Ескадрилья винищувачів»). Згідно з біографічним нарисом Найджела Которна про Рока Гадсона, для тієї сцени Рока, що складалася з однієї репліки, знадобилося 36 дублів. Досвідчений режисер Рауль Волш залишив хлопця у фільмі, при цьому найнявши його фарбувати будинок. І все ж типажність та фактура актора не залишилися непоміченими.

### Дебют у кіно
Тоді ж, 1948 року, Шерер взяв псевдонім. За однією з версій, «шукач талантів» Генрі Вільсон (агент Рока Гадсона), який працював на Девіда Селзніка й одним із перших відмітив яскраву зовнішність актора, запропонував йому замінити справжнє ім'я поєднанням назв скелі Гібралтар та річки Гудзон. За іншою легендою, ім'я «Рок» вибрав близький друг актора театральний продюсер Кен Годж. Воно здалося йому «крутим». Прізвище «Гадсон» підвернулася з телефонного довідника Лонг-Біч.

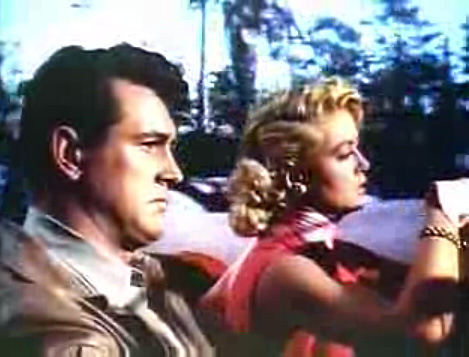
З Дороті Мелоун у фільмі «Слова, написані на вітрі» (1956)

На студії вирішили зробити з Гадсона зірку. У той час йому довелося вчитися не лише акторської майстерності, а й танцям, співу, верховій їзді. Як результат: 1954 року, після фільму «Чудова одержимість» («Чарівна мана»), прийшов успіх у глядачів. Згодом Гадсон зіграв у багатьох відомих фільмах, у тому числі таких як «Гігант», «Дзеркало тріснуло», «Коли настав вересень», «Вінчестер 73», «Інтимна розмова».

### Успіх у Голлівуді
Рок Гадсон втілював образ американського чоловіка 1950-х років: великий, усміхнений, симпатичний, впевнений у собі, не дуже розумний, але обізнаний. Починаючи з воєнних фільмів, актор вийшов за їх рамки після ролей у картинах «Вінчестер 73» (1950) та «Яскрава перемога» (1951). У вже згаданій «Чарівній одержимості» (1954) Дугласа Серка він зіграв об'єкт пристрасті Джейн Вайман. Популярністю користувався також фільм «Все, що дозволено небесами» (1955). Роль техаського нафтовика у поважному віці у фільмі «Гігант» (1956) принесла йому номінацію на «Оскар» у категорії «Найкращий актор».
Співпраця з Доріс Дей у фільмах «Інтимна розмова» («Розмова на подушках», 1959), «Вернись, коханий» (1961) і «Не посилай мені квітів» (1964) зробило тандем «Гадсон-Дей» однією з найяскравіших пар екрана. Самостійно (без Дей) актор проявляв свої комедійні таланти у фільмах «Коли настав вересень» (1961), «Улюблений спорт чоловіків?» (1964), «Дивне подружжя» (1965) та багатьох інших. Серед партнерів Гадсона по знімальному майданчику — Джина Лоллобриджида, Боббі Дарін, Сандра Ді, Джоел Грей, Анджела Ленсбері, Елізабет Тейлор, Тоні Кертіс, Кім Новак, Джулія Ендрюс та багато інших.

### Особисте життя
З 1955 по 1958 рік Рок Гадсон був одружений із Філліс Гейтс, акторкою та колишньою секретаркою Генрі Вільсона, проте вже тоді він усвідомлював свою гомосексуальність. За його власними словами, ще під час військової служби він відчув потяг до чоловіків. Проте від преси та шанувальників орієнтація актора ретельно приховувалася. Студія ще до одруження регулярно постачала акторові супутниць (як-от популярних тоді акторок Мерилін Максвелл і Лорі Андерсон) для підтримання образу.
Шлюб тривав недовго. Причому подейкували, що дружина суперзірки була лесбійкою. Намагаючись зберегти обличчя, подружжю все важче було витримувати увагу громадськості та преси. Коли Філліс захворіла гепатитом, Рок не приїхав до неї зі знімання в Італії. Після розлучення актор деякий час підтримував близькі стосунки з актрисою Мерилін Максвелл. Він навіть хотів одружитися знову та завести дітей. Але цього не сталося.

З подружжям Рейган у травні 1984

У житті зірки наставали зміни. Він звільнив свого агента Генрі Вільсона, який незабаром спився та закінчив життя у притулку. Тим часом пропозицій для Гадсона рік за роком ставало все менше. Однією з останніх удач для актора став фільм Блейка Едвардса «Люба Лілі» (1970). За ним настали роки творчого застою та рідкісних епізодів на телебаченні.

### Хвороба
На початку 80-х років XX століття, коли було виявлено нову хворобу, яку назвали СНІДом, з'ясувалося, що на неї хворий і Рок Гадсон. Здоров'я Гадсона різко погіршилося ще 1983 року, коли він знімався в Ізраїлі у фільмі «Посол» з Робертом Мітчем. 8 червня 1983 пухлина на шиї актора була діагностована як саркома Капоші, яку зазвичай називають однією з ознак СНІДу. Інші аналізи та дослідження підтвердили страшний діагноз. Актор приховував цю інформацію від близьких, у тому числі й від свого останнього партнера Марка Крістіана, з яким продовжував підтримувати близькі стосунки до лютого 1985 року.
Гадсон поспішно вирушив у «відпустку» до Парижа. Насправді він протягом восьми тижнів проходив лікування у доктора Домініка Дормонта, сподіваючись перемогти хворобу. Лікування довелося перервати у зв'язку з контрактом на знімання у телесеріалі «Династія». Актор був задіяний у 10 серіях, 9 з яких були показані. Після того як інформація про стан здоров'я Рока Гадсона стала загальновідомою, бурхливе обговорення торкнулося епізоду у серіалі, у якому герой Гадсона цілує героїню Лінди Еванс.
Остання публічна поява актора відбулося 15 липня 1985 у Кармелі (штат Каліфорнія), біля будинку Доріс Дей. Він дотримав обіцянку та представив її нове шоу «Найкращі друзі Доріс Дей». Журналісти та публіка відзначили помітне погіршення здоров'я та зовнішнього вигляду Гадсона, який виглядав набагато старшим за свої 59 років.
Актор повернувся до Парижу 20 липня 1985. За свідченням Джеррі Оппенгеймера та Джека Вітека, які наводиться в книзі Нормана Дональдсона «Як вони померли», Гадсона не хотіли пускати навіть у літак. У готелі «Ріц» йому стало зовсім погано, і його відправили на обстеження в Американський госпіталь. 23 липня світ облетіла новина про те, що Рок Гадсон хворий на СНІД, а 25 липня була отримано офіційне підтвердження.
30 липня за 250 000 доларів було зафрахтовано Боїнг 747, на якому Рока Гадсона, його секретаря та групу лікарів доставили до Лос-Анджелеса. До 24 серпня актор пробув у медичному центрі, після чого йому дозволили повернутися додому. Там за ним доглядав Том Кларк — його давній партнер, з яким Гадсон прожив 17 років. Присутність Марка Крістіана визнали небажаною.

### Смерть
Рано-вранці 2 жовтня 1985 доглядальниця, втішена покращенням самопочуття Гадсона, яке, як вона потім пояснювала близьким актора, настало після «кількох днів її молитов над хворим», одягла ледь живого актора та посадила його на стілець. Побачивши це, Том Кларк жахнувся й моментально уклав Гадсона у ліжко. На питання, чи хоче він кави, актор відповів: «Мені здається, що ні». Це були його останні слова. Він одразу заснув, а через годину — о 8.30 за місцевим часом — Гадсон помер уві сні.
Рок Гадсон помер 2 жовтня 1985, ставши однією з перших знаменитостей, які померли від СНІДу. У висновку про смерть безпосередньою причиною було зазначено «припинення серцевої та легеневої діяльності», а як першопричини були названі «запалення лімфосистеми та СНІД».
Тіло актора перевезли у фургоні без розпізнавальних знаків до крематорію Ґлендейльського парку, де вже зібралися журналісти з надією на сенсаційний фотоматеріал.
Похоронної служби не було. 20 жовтня 1985 Том Кларк розвіяв прах актора над Тихим океаном.
Марк Крістіан, проконсультувавшись із юристом Марвіном Мічельсоном, подав до суду на спадкоємців актора. Він стверджував, що заслужив компенсацію за ризик бути зараженим вірусом імунодефіциту під час контактів з покійним. Йому було пред'явлено зустрічний позов, у якому стверджувалося, що Крістіан викачував з Рока гроші, погрожуючи публікацією любовних листів, які доводили гомосексуальну орієнтацію актора. За заподіяну шкоду Маркові Крістіану все ж присудили компенсацію в розмірі 14 500 000 доларів.

## Фільмографія
1. Fighter Squadron (1948)
2. Undertow (1949) — Detective talking with Reckling about gun
3. One Way Street (1950) — Truck Driver, в титрах не вказаний
4. Я був магазинним злодюжкою (1950) — I Was a Shoplifter… Store Detective
5. Peggy (1950) — Johnny 'Scat' Mitchell
6. Вінчестер 73 (1950) — Winchester '73… вождь індіанців
7. Desert Hawk, The (1950) — Captain Ras
8. Shakedown (1950) — Ted, the Night Club Doorman
9. Tomahawk (1951) — Burt Hanna
10. Fat Man, The (1951) — Roy Clark
11. Air Cadet (1951) — Upper Classman
12. Блискуча перемога (1951) — Bright Victory… Dudek
13. Залізна людина (1951) — Iron Man… Tommy 'Speed' O'Keefe aka Kosco
14. Закрут річки (1952) — Bend of the River… Trey Wilson, Gambler
15. Here Come the Nelsons (1952) — Charles E. 'Charlie' Jones
16. Scarlet Angel (1952) — Frank Truscott aka Panama
17. Хто-небудь бачив мою дівчину? (1952) — Has Anybody Seen My Gal?… Dan Stebbins
18. Horizons West (1952) — Neil Hammond
19. Lawless Breed, The (1953) — John Wesley Hardin
20. Sea Devils (1953) — Gilliatt
21. Golden Blade, The (1953) — Harun
22. Gun Fury (1953) — Ben Warren
23. Seminole (1953) — Lt. Lance Caldwell
24. Кораловий риф (1953) — Beneath the 12-Mile Reef… оповідач At Opening Underwater Scenes, у титрах не вказаний, озвучка
25. Back to God's Country (1953) — Peter Keith
26. Taza, Son of Cochise (1954) — Taza
27. Чудова одержимість (1954) — Magnificent Obsession… Dr. Bob Merrick
28. Bengal Brigade (1954) — Capt. Jeffrey Claybourne
29. Captain Lightfoot (1955) — Michael Martin
30. One Desire (1955) — Clint Saunders
31. Все, що дозволяють небеса (1955) — All That Heaven Allows… Рон Кірбі
32. Ніколи не прощайся (1956) — Never Say Goodbye… Dr. Michael Parker
33. Гігант (1956), — Giant… Jordan 'Bick' Benedict Jr.
34. Слова, написані на вітрі (1956) — Written on the Wind… Mitch Wayne
35. Бойовий гімн (1957) — Battle Hymn… Col. Dean Hess
36. Щось цінне (1957) — Something of Value… Peter
37. "Прощавай, зброє! (1957) — A Farewell to Arms… Lt. Frederick Henry
38. Заплямовані ангели (1958) — Tarnished Angels, The… Burke Devlin
39. Twilight for the Gods (1958) — Captain David Bell
40. This Earth Is Mine (1959) — John Rambeau
41. Інтимна розмова (1959) — Pillow Talk… Brad Allen/Rex Stetson
42. Last Sunset, The (1961) — Dana Stribling
43. Приходь у вересні (1961) — Come September… Роберт Тельбот
44. Вернись, моя любове (1961) — Lover Come Back… Jerry Webster/Doctor Linus Tyler
45. Spiral Road, The (1962) — Dr. Anton Drager
46. Мерлін (1963) — Marilyn… оповідач
47. Скупчення орлів (1963) — A Gathering of Eagles… Col. Jim Caldwell
48. Man's Favorite Sport? (1964) — Roger Willoughby
49. Не надсилай мені квіти (1964) — Send Me No Flowers… George
50. Дивне подружжя (1965) — Strange Bedfellows… Carter Harrison
51. A Very Special Favor (1965) — Paul Chadwick
52. Blindfold (1965) — Dr. Bartholomew Snow
53. Другі (1966) — Seconds… Antiochus 'Tony' Wilson
54. Тобрук (1967) — Tobruk… Maj. Donald Craig
55. Полярна станція «Зебра» (1968) — Ice Station Zebra… Cdr. James Ferraday
56. Ruba al prossimo tuo (1969) — Capt. Mike Harmon
57. Непереможені (1969) — Undefeated, The… Col. James Langdon
58. Дорога Лілі (1970) — Darling Lili… Maj. William Larrabee
59. Hornets' Nest (1970) — Turner
60. Pretty Maids All in a Row (1971) — Michael 'Tiger' McDrew
61. Once Upon a Dead Man (ТБ) (1971) — Commissioner Stewart McMillan
62. McMillan & Wife (серіал) (1971—1977) — Police Commissioner Stewart 'Mac' McMillan
63. Showdown (1973) — Chuck Jarvis
64. Зародок (1976) — Embryo… Dr. Paul Holliston
65. Америка в кіно (1976) — America at the Movies… Jordan 'Bick' Benedict Jr., в титрах не вказаний
66. Wheels (серіал) (1978) — Adam Trenton
67. Лавина (1978) — Avalanche… David Shelby
68. Circus of the Stars #5 (ТБ) (1980) — Ringmaster
69. Дзеркало тріснуло (1980) —Mirror Crack'd, The…Джейсон Радд
70. Superstunt II (ТБ) (1980) — # Династія (серіал) (1981—1989), — Dynasty… Daniel Reece
71. Star Maker, The (ТБ) (1981) — Danny Youngblood
72. World War III (ТБ) (1982) — President Thomas McKenna
73. Ambassador, The (1984) — Frank Stevenson
74. Війна у Лас-Вегасі (ТБ) (1984) — Vegas Strip War, The… Neil Chaine